# Reifikation

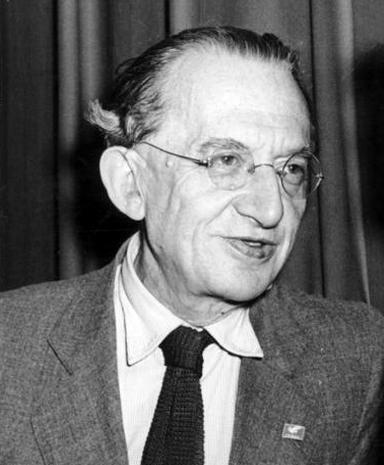
Den tysk-ungerske filosofen och författaren Georg Lukács utvecklade begreppet reifikation.

Reifikation (från tyskans Verdinglichung, bokstavligen "förtingligande", jämför latinets res, "ting", "objekt") är betraktandet av människor som om de vore ting och betraktandet av sociala relationer som relationer mellan ting. Begreppet är centralt inom den marxistiska teoribildningen. Begreppet reifikation fick genomslag genom Georg Lukács essäsamling Geschichte und Klassenbewusstsein från 1923.
Ett viktigt exempel på reifikation är att de samhälleliga relationerna mellan personer i en ekonomi baserad på varuutbyte framträder som relationer mellan bytesvärden som i sin tur framträder i form av varor och pengar. Marx skriver att den makt som en individ kan utöva över andra individer består i egenskapen av att besitta bytesvärde. "[Individen] bär sin samhälleliga makt och sin relation med samhället med sig i fickan [det vill säga i plånboken]."
För Georg Lukács betingade både det moderna kapitalistiska samhället och marxismen utvecklingen av reifikationen. Lukács argumenterar för doktrinen om dialektisk materialism, vilken styrs av objektiva, oföränderliga lagar och inte av enskilda personer.